# Elerson Smith
Elerson Smith (Minneapolis, 17 luglio 1998) è un ex giocatore di football americano statunitense che ha milita nel ruolo di outside linebacker per quattro stagioni nella National Football League (NFL).

## Carriera

### New York Giants
Smith al college giocò a football dal 2017 al 2019 alla Northern Iowa. Fu scelto nel corso del quarto giro (116º assoluto) nel Draft NFL 2021 dai New York Giants. Il 25 maggio 2021 Smith firmò il suo contratto quadriennale da rookie.
Fu inserito in lista infortunati il 1º settembre 2021 e tornò nel roster attivo il 6 novembre. Debuttò come professionista subentrando nella settimana 9 contro i Las Vegas Raiders. La sua stagione da rookie si concluse con 8 tackle e un fumble forzato in 8 presenze, nessuna delle quali come titolare.
Il 31 agosto 2022 fu spostato in lista riserve/infortunati, per uscirne poi il 29 ottobre 2022. Smith fu nuovamente spostato in lista riserve/infortunati il 16 dicembre  2022. Chiuse la stagione con 3 tackle in 5 presenze.
Il 25 luglio 2023 fu svincolato.

### New York Jets
L'11 ottobre 2023 Smith firmò per la squadra di allenamento dei New York Jets. Fu svincolato il 1º novembre 2023.

### Las Vegas Raiders
Il 22 novembre 2023 Smith firmò con la squadra di allenamento dei Las Vegas Raiders.
L'8 gennaio 2024 firmò da riserva/contratto futuro. Fu svincolato il 27 agosto successivo.

### Cleveland Browns
Il 25 settenbre 2024 Smith firmò per la squadra di allenamento dei Cleveland Browns.
Il 6 gennaio 2025 firmò da riserva contratto futuro.

### Ritiro
Il 16 luglio 2025 Smith annunciò il suo ritiro.

## Statistiche

### Stagione regolare
| Stagione | Stagione | Stagione                  | Stagione                  | Difesa                    | Difesa                    | Difesa                    | Difesa                    | Difesa                    | Difesa                    |
| Anno     | Squadra  | P                         | PT                        | T. tot.                   | T. sol.                   | T. ass.                   | Sck                       | Int.                      | Fmb F.                    |
| -------- | -------- | ------------------------- | ------------------------- | ------------------------- | ------------------------- | ------------------------- | ------------------------- | ------------------------- | ------------------------- |
| 2021     | NYG      | 8                         | 0                         | 8                         | 2                         | 6                         | 0,0                       | 0                         | 1                         |
| 2022     | NYG      | 5                         | 0                         | 3                         | 1                         | 2                         | 0,0                       | 0                         | 0                         |
| 2023     | NYJ      | in squadra di allenamento | in squadra di allenamento | in squadra di allenamento | in squadra di allenamento | in squadra di allenamento | in squadra di allenamento | in squadra di allenamento | in squadra di allenamento |
| 2023     | LV       | in squadra di allenamento | in squadra di allenamento | in squadra di allenamento | in squadra di allenamento | in squadra di allenamento | in squadra di allenamento | in squadra di allenamento | in squadra di allenamento |
| 2024     | CLE      | 2                         | 0                         | 2                         | 1                         | 1                         | 0,0                       | 0                         | 0                         |
| Totale   | Totale   | 15                        | 0                         | 13                        | 4                         | 9                         | 0,0                       | 0                         | 1                         |

Fonte: Football Database